# Jose Maria Ordeig Corsini
José María Ordeig Corsini (ur. 31 października 1948 w Walencji) –  hiszpański architekt, urbanista, malarz i wykładowca akademicki. Jest doktorem architektury oraz emerytowanym profesorem projektowania urbanistycznego na Uniwersytecie Nawarry. Jego prace koncentrują się na historii urbanistyki, projektowaniu przestrzeni miejskich oraz zrównoważonym rozwoju.

## Życiorys
W roku 1965 rozpoczął studia na Królewskiej Akademii Sztuk Pięknych San Carlos w Walencji równolegle studiując architekturę na Uniwersytecie Nawarry. Po ukończeniu architektury skupił się na pracy zawodowej jako architekt, co uniemożliwiło mu ukończenie studiów na kierunku sztuk pięknych.
Od roku 1988 pracował jako profesor projektowania urbanistycznego na Uniwersytecie Nawarry, gdzie specjalizował się w urbanistyce, historii urbanistycznej oraz projektowaniu miejskim. 

## Działalność naukowa i publikacje
Ordeig Corsini jest autorem licznych publikacji naukowych z zakresu urbanistyki i projektowania miejskiego. Do jego najważniejszych prac należą:
- Manual de diseño urbano y sostenibilidad: Criterios morfológicos para el proyecto urbano (2020) – podręcznik współautorstwa z Eleną Lacilla Larrodé, omawiający kryteria morfologiczne w projektowaniu urbanistycznym[4]
- Diseño y normativa en la ordenación urbana de Pamplona (1770–1960) (1992) – analiza historyczna rozwoju urbanistycznego Pampeluny.
- Diseño urbano y pensamiento contemporáneo (2004) – refleksja nad współczesnym myśleniem o projektowaniu miejskim.

## W Polsce
José María Ordeig Corsini był gościem konferencji „Między estetyką a rzeczywistością”, która odbyła się w maju 2025 roku w Poznaniu. 

## Twórczość artystyczna
Równolegle z działalnością naukową, Ordeig Corsini rozwija swoją pasję do malarstwa. Jego prace często przedstawiają architekturę Walencji, zwłaszcza gotyckie zabytki z okresu Złotego Wieku. W 2023 roku zaprezentował wystawę "Arquitectura Gótica Valenciana" w Casino de Agricultura w Walencji. Jego styl malarski charakteryzuje się uproszczeniem form, płaskimi plamami kolorów i inspiracją impresjonizmem. 